# FC Gloria Buzău (1973)
FC Gloria Buzău a fost un club de fotbal din Buzău, cu sediul la Stadionul Municipal, aflat în partea de vest a orașului, și care a activat mare parte din istoria sa în Liga a II-a, având câteva participări și în primul eșalon. Echipa a intrat în faliment în 2016, o parte dintre jucătorii Gloriei alăturându-se echipei nou-formate FC Buzău.

## Istoric

### Fotbalul în Buzău
Istoria fotbalului în Buzău începe din anul înființării Diviziei C, în 1938, când a apărut echipa Avântul Buzău (al cărei act de naștere datează dinainte de 1930) activând în anii competiționali 1936-1937 și 1937-1938 în Liga de Sud.
După cel de al doilea război mondial, Avântul ICAR Buzău evoluează în 1946-1947 în Divizia C, apoi CFR are două apariții divizionare în 1947-1948 în Divizia B și 1948-1949 în Divizia C, după care Buzăul nu mai este reprezentat, aproape un deceniu, la nivel divizionar.
În 1958 apare în Divizia C echipa Victoria Buzău, transferată de la Tecuci, care în vara anului 1959 promovează în eșalonul secund, unde nu rezistă decât un an.
Urmează iar o pauză divizionară până în 1966, când Buzăul are o nouă echipă în eșalonul al III-lea, Metalul.

### Înființarea Gloriei Buzău
În 1971, printr-o acțiune de reorganizare a fotbalului buzoian, ia ființă Gloria care, preluând o parte din jucătorii Metalului și locul în Divizia C, reușește în anul competițional 1971-1972 să ocupe primul loc în serie și, după un baraj disputat la Ploiești, să promoveze în Divizia B, antrenor fiind Petre Dragomir și președinte al secției de fotbal, Ion Gheorghe.
Din 1974, Gloria a devenit club de fotbal, avându-l ca președinte de onoare pe inginerul Nicolae Vasilescu, iar ca președinte activ pe profesorul Radu Oprea. La finele anului 1977-1978 Gloria promovează, pentru prima oară, în Divizia A, cu antrenorul Ion Gh. Ionescu și următorul lot de jucători: Cristian, Enache, Ghizdeanu, Nan, Ivana, Neculce, Cornel Negoescu, Nicolae, Nicolescu, Oprișan, Petrache, Radu, Ruse, Simion, Stan, Stelian, Toma, Dan Tulpan, Vlad.

### Prezențe în prima ligă românească
Prima prezență în Divizia A este de numai două campionate. Cea de a doua s-a situat între anii 1984-1987. Promovarea a avut loc la finele campionatului 1983-1984, echipa fiind condusă de antrenorii Nicolae Lupescu și Ion Ioniță, iar lotul de jucători fiind următorul: Cristian, Lazăr, Comănescu, Țică, Dumitru, Stănciulescu, Mircea, Prodan, Sumulanschi, Zahiu, Andriesei, Cramer, Năstase, Bratosin, Petrache, Ciobanu, Balaur, Ghizdeanu, Niță, Radu, Stanciu, Dudu Georgescu, Marcu.
În campionatul 1984-1985 Gloria a înregistrat cea mai bună performanță din istoria sa, locul 5 în Divizia A. La finele anului competițional 1986-1987, Gloria, ocupând locul 17 în clasament, a retrogradat în Divizia B de unde, cu toate încercarile, nu a mai reușit să revină în primul eșalon până în 2007.

#### 2007-2009
În sezonul 2006-2007, Gloria Buzău a reușit promovarea în Liga I, avându-l ca manager pe Viorel Ion și ca antrenor pe Ilie Stan. Gloria a terminat campionatul pe locul 2, la egalitate de puncte cu FCM Delta Tulcea și la 3 puncte de echipele Forex Brașov și Petrolul Ploiești. În sezonul 2007-08, imediat după noua promovare în Liga I, Gloria Buzău, avându-l ca antrenor pe Ștefan Stoica, a terminat pe locul 14 cu 37 de puncte, evitând retrogradarea în ultima etapă, în ciuda înfrângerii cu 5-0 din meciul contra Stelei, datorită înfrângerii contracandidatei sale la evitarea retrogradării, Ceahlăul Piatra Neamț, într-un meci împotriva Universității Craiova. În acest sezon, Gloria a beneficiat de ajutor din partea clubului FC Steaua București, de la care a împrumutat mai mulți jucători.
În sezonul 2008-2009, după ce echipa a debutat cu trei înfrângeri consecutive, Stoica a fost demis și înlocuit cu portughezul Alvaro Magalhaes. În urma rezultatelor slabe, Magalhaes a fost înlocuit și el cu Mario Marinică. După ce a avut de-a lungul turului 3 antrenori și a obținut doar 3 puncte în 17 meciuri, echipa a fost reformată în intersezon din temelii. Antrenor a devenit Constantin Cârstea, ajutat de Ion Balaur, Daniel Iftodi și Vasile Caciureac și 13 jucători au fost aduși de la CS Buftea. În retur, echipa a acumulat încă 14 puncte, dar s-a clasat tot pe ultimul loc al clasamentului și a retrogradat. În 2012 Viorel Ion a fost numit ca antrenor.

### Desființarea
După ce primarul Constantin Boșcodeală a fost anchetat și apoi condamnat pentru ilegalități în finanțarea Gloriei Buzău, administrația locală nu a mai sprijinit clubul și acesta a acumulat datorii; insolvența nu l-a ajutat să se redreseze și în 2016 a fost declarat în faliment; jucătorii care recurseseră la pariuri ilegale și aranjamente de meciuri au fost suspendați, iar clubul nu și-a mai putut desfășura activitatea. Grupele de copii și juniori, precum și contractele unora dintre jucătorii de la prima echipă care au dorit să continue să joace în oraș au fost preluate de un nou club înființat de autoritățile locale, denumit FC Buzău.

## Palmares
Gloria Buzău a participat în 7 ediții ale primei ligi românești de fotbal. Cea mai bună performanță este locul 5 în ediția 1984/1985. În sezonul 1985/1986 a participat în Cupa Balcanică unde a ajuns până în semifinale, fază în care a fost eliminată de echipa greacă Panionios.
În Cupa României, cea mai bună performanță a clubului s-a înregistrat în sezonul 2007-2008, când echipa a ajuns în semifinalele competiției, fiind eliminată de Unirea Urziceni.
| Sezon   | Nivel | Divizie             | Loc      | Cupa României |
| ------- | ----- | ------------------- | -------- | ------------- |
| 2015–16 | 2     | Liga II (Seria I)   | 9 (R)    |               |
| 2014–15 | 2     | Liga II (Seria I)   | 3        |               |
| 2013–14 | 2     | Liga II (Seria I)   | 8        | 16-imi        |
| 2012–13 | 3     | Liga III (Seria II) | 1 (C, P) |               |
| 2011–12 | 2     | Liga II (Seria I)   | 15 (R)   |               |
| 2010–11 | 2     | Liga II (Seria I)   | 10       |               |
| 2009–10 | 2     | Liga II (Seria I)   | 14       |               |
| 2008–09 | 1     | Liga I              | 18 (R)   | 16-imi        |
| 2007–08 | 1     | Liga I              | 14       | Semifinale    |
| 2006–07 | 2     | Liga II (Seria I)   | 2 (P)    | 16-imi        |
| 2005–06 | 2     | Divizia B (Seria I) | 9        | 16-imi        |
| 2004–05 | 2     | Divizia B (Seria I) | 9        |               |
| 2003–04 | 2     | Divizia B (Seria I) | 13       |               |

| Sezon   | Nivel | Loc                 | Loc      | Cupa României |
| ------- | ----- | ------------------- | -------- | ------------- |
| 2002–03 | 2     | Divizia B (Seria I) | 2        |               |
| 2001–02 | 3     | Divizia C           | 1 (C, P) | 16-imi        |
| 2000–01 | 3     | Divizia C           | 2        |               |
| 1999–00 | 2     | Divizia B (Seria I) | 18 (R)   |               |
| 1998–99 | 2     | Divizia B (Seria I) | 10       |               |
| 1997–98 | 2     | Divizia B (Seria I) | 12       | 8-imi         |
| 1996–97 | 2     | Divizia B (Seria I) | 6        |               |
| 1995–96 | 2     | Divizia B (Seria I) | 4        |               |
| 1994–95 | 2     | Divizia B (Seria I) | 8        |               |
| 1993–94 | 2     | Divizia B (Seria I) | 11       |               |
| 1992–93 | 2     | Divizia B (Seria I) | 7        | 16-imi        |
| 1991–92 | 2     | Divizia B (Seria I) | 10       |               |
| 1990–91 | 2     | Divizia B (Seria I) | 2        |               |
| 1989–90 | 2     | Divizia B (Seria I) | 2        |               |

```
 
Liga I
```

- Cea mai bună poziție: Locul 5: 1984-85

```
 
Liga a II-a
```

 Campioană (2): 1977-78, 1983-84
 Vicecampioană (1): 1989–90, 1990–91, 2002–03, 2006–07
```
 
Liga a III-a
```

 Campioană (2): 2001–02, 2012–13
 Vicecampioană (1): 2000–01
```
 
Cupa României
```

- Semi-finala: 2007-08